# Danh sách cuộc tấn công vũ trang trong cuộc xâm lược Ukraina của Nga
Đây là danh sách tổng hợp các cuộc tấn công vũ trang của Nga vào Ukraine trong năm 2022, danh sách này bao gồm các chiến dịch mà Nga dùng để tấn công vào Ukraine bằng các cuộc công kích bằng vũ trang trên bộ, trên không, và trên biển.

Tình hình quân sự ở Ukraine.

## Cuộc tấn công theo tháng trong năm 2022

### Tháng 2
| Tên                       | Thời gian diễn ra   | Thời gian kết thúc  | Một phần của          | Kết quả                   | Nguồn           |
| ------------------------- | ------------------- | ------------------- | --------------------- | ------------------------- | --------------- |
| Trận Avdiivka             | 20 tháng 2 năm 2022 |                     | Trận Đông Ukraine     | Đang diễn ra              | [ a ]           |
| Trận Đảo Rắn              | 24 tháng 2 năm 2022 | 25 tháng 2 năm 2022 | Trận Nam Ukraine      | Nga giành chiến thắng     | [ 17 ] [ 18 ]   |
| Trận đánh Sân bay Antonov | 24 tháng 2 năm 2022 | 25 tháng 2 năm 2022 | Chiến dịch Kyiv       | Nga giành chiến thắng     | [ 19 ] [ 20 ]   |
| Trận Chernobyl            | 24 tháng 2 năm 2022 | 24 tháng 2 năm 2022 | Chiến dịch Kyiv       | Nga giành chiến thắng     | [ 21 ] [ 22 ]   |
| Trận Chuhuiv              | 24 tháng 2 năm 2022 | 7 tháng 3 năm 2022  | Trận Đông Bắc Ukraine | Tranh chấp                | [ 23 ] [ 24 ]   |
| Trận Kharkiv              | 24 tháng 2 năm 2022 |                     | Trận Đông Bắc Ukraine | Đang diễn ra              | [ e ]           |
| Trận Kherson              | 24 tháng 2 năm 2022 | 2 tháng 3 năm 2022  | Trận Nam Ukraine      | Nga giành chiến thắng     | [ 32 ]          |
| Trận Konotop              | 24 tháng 2 năm 2022 | 25 tháng 2 năm 2022 | Trận Đông Bắc Ukraine | Nga giành chiến thắng     | [ 33 ] [ 34 ]   |
| Trận Okhtyrka             | 24 tháng 2 năm 2022 | 26 tháng 3 năm 2022 | Trận Đông Bắc Ukraine | Ukraine giành chiến thắng | [ g ]           |
| Trận Sumy                 | 24 tháng 2 năm 2022 | 4 tháng 4 năm 2022  | Trận Đông Bắc Ukraine | Ukraine giành chiến thắng | [ h ]           |
| Trận Trostianets          | 24 tháng 2 năm 2022 | 26 tháng 3 năm 2022 | Trận Đông Bắc Ukraine | Ukraine giành chiến thắng | [ 95 ]          |
| Trận Chernihiv            | 24 tháng 2 năm 2022 | 4 tháng 4 năm 2022  | Trận Đông Bắc Ukraine | Ukraine giành chiến thắng | [ i ]           |
| Trận Mariupol             | 24 tháng 2 năm 2022 |                     | Trận Đông Ukraine     | Đang diễn ra              | [ j ]           |
| Trận Ivankiv              | 25 tháng 2 năm 2022 | 27 tháng 2 năm 2022 | Chiến dịch Kyiv       | Nga giành chiến thắng     | [ 129 ]         |
| Trận Kyiv                 | 25 tháng 2 năm 2022 | 31 tháng 3 năm 2022 | Chiến dịch Kyiv       | Ukraine giành chiến thắng | [ 130 ]         |
| Trận Hostomel             | 25 tháng 2 năm 2022 | 1 tháng 4 năm 2022  | Chiến dịch Kyiv       | Ukraine giành chiến thắng | [ 19 ]          |
| Trận Melitopol            | 25 tháng 2 năm 2022 | 1 tháng 3 năm 2022  | Trận Nam Ukraine      | Nga giành chiến thắng     | [ 131 ]         |
| Trận Volnovakha           | 25 tháng 2 năm 2022 | 12 tháng 3 năm 2022 | Trận Đông Ukraine     | Nga giành chiến thắng     | [ 132 ]         |
| Trận Lebedyn              | 26 tháng 2 năm 2022 | 4 tháng 4 năm 2022  | Trận Đông Bắc Ukraine | Ukraine giành chiến thắng | [ 133 ]         |
| Trận Mykolaiv             | 26 tháng 2 năm 2022 |                     | Trận Nam Ukraine      | Đang diễn ra              | [ l ]           |
| Trận Vasylkiv             | 26 tháng 2 năm 2022 | 26 tháng 2 năm 2022 | Chiến dịch Kyiv       | Ukraine giành chiến thắng | [ 158 ]         |
| Trận Bucha                | 27 tháng 2 năm 2022 | 31 tháng 3 năm 2022 | Chiến dịch Kyiv       | Ukraine giành chiến thắng | [ 128 ]         |
| Trận Chornobayivka        | 27 tháng 2 năm 2022 |                     | Trận Nam Ukraine      | Đang diễn ra              | [ m ]           |
| Trận Irpin                | 27 tháng 2 năm 2022 | 28 tháng 3 năm 2022 | Chiến dịch Kyiv       | Ukraine giành chiến thắng | [ 186 ] [ 187 ] |
| Trận Tokmak               | 27 tháng 2 năm 2022 | 7 tháng 3 năm 2022  | Trận Đông Ukraine     | Nga giành chiến thắng     | [ 188 ]         |
| Trận Enerhodar            | 28 tháng 2 năm 2022 | 4 tháng 3 năm 2022  | Trận Nam Ukraine      | Nga giành chiến thắng     | [ 189 ]         |

### Tháng 3
| Tên                  | Thời gian diễn ra   | Thơi gian kết thúc  | Một phần của          | Kết quả                   | Nguồn           |
| -------------------- | ------------------- | ------------------- | --------------------- | ------------------------- | --------------- |
| Trận Sievierodonetsk | 2 tháng 3 năm 2022  |                     | Trận Đông Ukraine     | Nga dành chiến thắng      | [ n ]           |
| Trận Voznesensk      | 2 tháng 3 năm 2022  | 13 tháng 3 năm 2022 | Trận Nam Ukraine      | Ukraine giành chiến thắng | [ 204 ]         |
| Trận Izium           | 3 tháng 3 năm 2022  | 1 tháng 4 năm 2022  | Trận Đông Bắc Ukraine | Nga giành chiến thắng     | [ 205 ] [ 206 ] |
| Trận Brovary         | 9 tháng 3 năm 2022  | 1 tháng 4 năm 2022  | Chiến dịch Kyiv       | Ukraine giành chiến thắng | [ 207 ]         |
| Trận Slavutych       | 18 tháng 3 năm 2022 | 27 tháng 3 năm 2022 | Chiến dịch Kyiv       | Nga giành chiến thắng     | [ 209 ]         |

## Các cuộc tấn công mô vào các căn cứ quân sự
| Tên                                       | Ngày                | Ghi chú                                                                                             |
| ----------------------------------------- | ------------------- | --------------------------------------------------------------------------------------------------- |
| Cuộc tấn công căn cứ không quân Chuhuiv   | 24 tháng 2 năm 2022 | Cuộc không kích của Nga vào căn cứ không quân Ukraine                                               |
| Cuộc tấn công căn cứ không quân Millerovo | 25 tháng 2 năm 2022 | Ukraine không kích căn cứ không quân Nga                                                            |
| Các cuộc tấn công Vinnytsia               | 6 tháng 3 năm 2022  | Cuộc không kích của Nga vào căn cứ không quân và trung tâm chỉ huy của lực lượng không quân Ukraine |
| Cuộc tấn công căn cứ quân sự Yavoriv      | 13 tháng 3 năm 2022 | Cuộc không kích của Nga vào căn cứ không quân Ukraine                                               |
| Cuộc không kích sân bay Kherson           | 16 tháng 3 năm 2022 | Cuộc không kích của Ukraine vào căn cứ không quân do Nga kiểm soát                                  |
| Cuộc tấn công cảng Berdiansk              | 24 tháng 3 năm 2022 | Ukraine không kích tàu hải quân Nga                                                                 |
| Tấn công Belgorod                         | 29 tháng 3 năm 2022 | Nga cáo buộc Ukraine không kích vào trại quân sự của Nga (Ukraine phủ nhận)                         |

## Notes
1. ↑  Danh sách nguồn:[1][2][3][4][5][6][7][8][9][10][11][12][13][14][15][16]
2. ↑  Sân bay được Ukraine tái chiếm vào ngày 2 tháng 4 năm 2022 sau khi Nga rút quân
3. ↑  Thành phố bị Ukraine tái chiếm vào ngày 1 tháng 4 năm 2022 sau khi Nga rút quân
4. ↑  Nga phủ nhận chiến thắng của Ukraine
5. ↑  Danh sách nguồn:[25][26][27][28][29]
[30][31]
6. ↑  Thống đốc cho biết quân đội Nga không còn kiểm soát bất kỳ khu định cư nào ở vùng Sumy của Ukraine
7. ↑  Danh sách nguồn:[35][36][37][38][39][40][41][42][43][44][45][46][47][48][49][50][51][52][53][54][55][56][57][58][59][60][61][62][63][64][65]
8. ↑  Danh sách nguồn:[66][67][68][69][70][71][72][73][74][75][76][77][78][79][80][81][82][83][84][85][86][87][88][89][90][91][92][93][94]
9. ↑  Danh sách nguồn:[96][97][98][99][100][101][102][103][104][105][106][107][108][109]
10. ↑  Danh sách nguồn:[110][111][112][113][114][115][116][117][118][119][120][121][122][123][124][125][126][127]
11. ↑  Thành phố bị Ukraine tái chiếm vào ngày 1 tháng 4 năm 2022 sau khi Nga rút quân[128]
12. ↑  Danh sách nguồn:[134][135][136][137][138][139][140][141][142][143][144][145][146][147][148][149][150][151][152][153][154][155][156][157]
13. ↑  Danh sách nguồn:[159][160][161][162][163][164][165][166][167][168][169][170][171][172][173][174][175][176][177][178][179][180][181][182][183][184][185]
14. ↑  Danh sách nguồn:[190][191][192][193][194][195][196][197][198][199][200][201][202][203]
15. ↑  Thành phố bị Ukraine tái chiếm vào ngày 28 tháng 3 năm 2022 sau khi Nga rút quân[208]